# Makkahalli, Yelbarga
Makkahalli là một làng thuộc tehsil Yelbarga, huyện Koppal, bang Karnataka, Ấn Độ.